# 海老泰博
海老 泰博（えび　やすひろ、1989年2月27日 - ）は、富山県出身の、日本の柔道選手である。階級は81kg級。身長172cm。血液型はB型。段位は参段。組み手は左組み。得意技は背負投。

## 経歴
柔道は7歳の時に心技塾で始めた。小杉中学3年の時に全国中学校柔道大会66kg級で2位になった。小杉高校2年の時にはインターハイ73kg級で2位になった。全国高校選手権の団体戦では3位だった。3年になって階級を81kg級に上げると、インターハイの個人戦では5位だったものの、団体戦では2位となった。全日本ジュニアでも2位になった。なお、中学及び高校時代は田知本愛と同期だった。
2007年には田知本とともに東海大学に進学すると、2年の時には優勝大会で優勝した。世界ジュニアでは3位となった。青島国際では優勝を飾った。3年の時には体重別で3位に入った。優勝大会と体重別団体では優勝して2冠を達成した。東アジア大会では3位だった。4年の時には優勝大会で優勝するものの、体重別団体では2位にとどまった。
2011年には旭化成の所属となると、実業個人選手権で2位となった。2012年からは体重別で2年連続3位に入った。2013年のアジア選手権では個人戦と団体戦で2位に終わった。ワールドコンバットゲームズ団体戦では決勝のモンゴル戦で敗れたものの、チームは優勝を飾った。2014年の実業個人選手権では優勝した。2015年の実業個人選手権では決勝で國學院大学職員の川上智弘を裏投げで破って2連覇を果たした。講道館杯では決勝で川上を一本背負投で破って初優勝を果たした。2016年にはグランプリ・ブダペストで3位になった。2017年の実業個人選手権では3度目の優勝を飾った。
IJF世界ランキングは180ポイント獲得で79位(18/12/10現在)。
2019年に引退し現在は、旭化成のコーチをしている。

## 戦績
- 2003年 -　全国中学校柔道大会　2位(66kg級)
- 2004年 -　ブレーメンカデ国際　優勝(66kg級)
- 2005年 -　インターハイ　2位(73kg級)
- 2006年 -　全国高校選手権　団体戦　3位

81kg級での戦績
- 2006年 -　インターハイ　個人戦　5位　団体戦　2位
- 2006年 -　全日本ジュニア　2位
- 2007年 -　ロシアジュニア国際　優勝
- 2008年 -　優勝大会　優勝
- 2008年 -　世界ジュニア　3位
- 2008年 -　体重別団体　3位
- 2008年 -　青島国際　優勝
- 2009年 -　体重別　3位
- 2009年 -　グランプリ・チュニス　3位
- 2009年 -　優勝大会　優勝
- 2009年 -　体重別団体　優勝
- 2009年 -　東アジア大会　3位
- 2010年 -　優勝大会　優勝
- 2010年 -　体重別団体　2位
- 2011年 -　実業個人選手権　2位
- 2012年 -　体重別　3位
- 2013年 -　体重別　3位
- 2013年 -　アジア選手権　個人戦　2位　団体戦　2位
- 2013年 -　ワールドコンバットゲームズ　団体戦　優勝
- 2014年 -　実業個人選手権　優勝
- 2015年 -　実業個人選手権　優勝
- 2015年 -　講道館杯　優勝
- 2016年 -　実業団体 2位
- 2016年 - グランプリ・ブダペスト　3位
- 2016年 -　実業個人選手権　3位
- 2017年 -　実業個人選手権　優勝

(出典、JudoInside.com)。